# 西南交通大学医学院
西南交通大学医学院是西南交通大学下设的院系，位于成都市金牛区交大路，成立于2014年。现任院长周绍兵，党委书记李锦红。

## 院系
临床医学系
生物医学工程系
生物医学工程研究院

## 附属医院

### 成都市第三人民医院
位于成都市青羊区羊市街，是集医疗、教学、科研为一体的综合三级甲等医院。

#### 历史
1938年，中央大学医学院、华西协和大学、齐鲁大学在四圣祠的仁济医院组建成立三大学联合医院。
1941年，中央大学医学院在正府街组建附属医院，取名成都公立医院。
1946年，中央大学迁回南京，由四川省政府接收，更名为四川省立医院。
1950年，中国人民解放军接管，更名为川西医院。
1952年，更名为四川省人民医院。
1954年，一分为二，青羊宫医院定名为四川省人民医院，青龙街医院交成都市政府，更名为成都市人民医院。
1955年更名为成都市第三人民医院。

### 中国人民解放军西部战区总医院
位于成都市金牛区蓉都大道，隶属西宁联勤保障中心。

## 外部連結
学院简介 （页面存档备份，存于）
成都市第三人民医院简介 （页面存档备份，存于）